# سنديان منشاري
سنديان منشاري (الاسم العلمي: Quercus serrata) (بالصينية: 枹 栎 ؛ pinyin: bāolì 小 楢) (اليابانية: konara)، هو نوع من الأشجار في شرق آسيا من فصيلة الزانية. إنهُ متوطن في جنوب ووسط وشرق الصين وتايوان واليابان وكوريا.